# محمد دانشور (دوچرخه‌سوار)
محمد دانشور خرم معروف به محمد دانشور (زاده ۲۷ آذر ۱۳۷۲ در مشهد) دوچرخه‌سوار ایرانی و عضو تیم ملی دوچرخه‌سواری ایران در بخش دوچرخه‌سواری پیست می‌باشد.

## بازی‌های آسیایی
محمد دانشور موفق شد در بازی‌های آسیایی ۲۰۱۴ اینچئون، کره جنوبی در دوچرخه‌سواری کیرین در رقابت با ورزشکارانی از ژاپن، چین و مالزی به نشان طلای مسابقات دست یابد.